# Webzen
Webzen è uno sviluppatore ed editore sudcoreano di videogiochi . L'azienda, insieme alle sue sussidiarie, si occupa anche di licenze software e servizi correlati in tutto il mondo. 

## Storia
Webzen si è fusa con NHN Games, che è stata sciolta con la fusione il 7 luglio 2010. Successivamente ha acquisito Ymir Games il 26 gennaio 2011 ed è diventato il proprietario del MMORPG Metin2.
La line-up di giochi dell'azienda include altri nuovi titoli come Archlord 2, MU: eX 700 - la prima espansione di MU Online, Continent of the Ninth (C9): PvP Global Championship e il primo MU World Championship 2011.
Il 1 luglio 2012 è iniziato il servizio globale di C9 e con la sua uscita, la Webzen ha annunciato l'inizio del torneo denominato l'Arctic Combat World Championship, in cui i giocatori di tutto il mondo competono. Le finali di quell'edizione si sono svolte al G-Star 2012 Expo il 10 novembre 2012.
Il 6 dicembre 2012 è iniziato il servizio globale per il gioco sparatutto in prima persona Arctic Combat. È stato incluso anche il servizio Steam per Arctic Combat, servizio interrotto definitivamente nel 2013.

## Modello di business
I giochi Webzen sono free-to-play, ma utilizzano un sistema di micropagamento per generare profitto. I Wcoin sono la valuta virtuale opzionale che viene acquistata con denaro reale per acquistare beni virtuali utilizzati nei videogiochi prodotti.

## Premi e realizzazioni
Nell'agosto 2012, Webzen ha vinto il premio MPOGD gioco del mese per Continent of the Ninth (C9). 